# Régiment des Dragons du Roi
Pour les articles homonymes, voir régiment du Roi.
Le régiment des Dragons du Roi est un régiment de cavalerie français d'Ancien Régime créé en 1744 devenu sous la Révolution le 18e régiment de dragons.

## Création et différentes dénominations
- 1er mars 1744 : création du régiment des Dragons du Roi
- 1er janvier 1791 : renommé 18e régiment de dragons

## Équipement

### Habillement

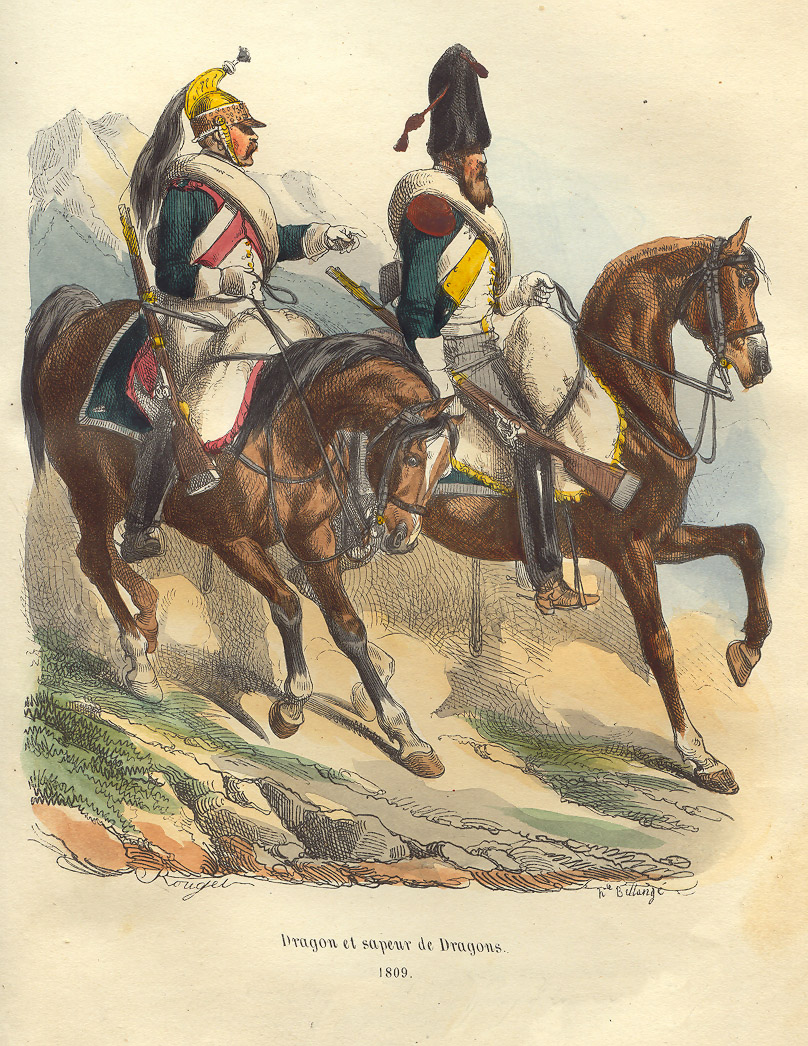
Dragon et sapeur de dragons de la Grande Armée, gravure de Bellangé illustrant l’Histoire de Napoléon de Laurent de l’Ardèche, 1843.

Uniformes
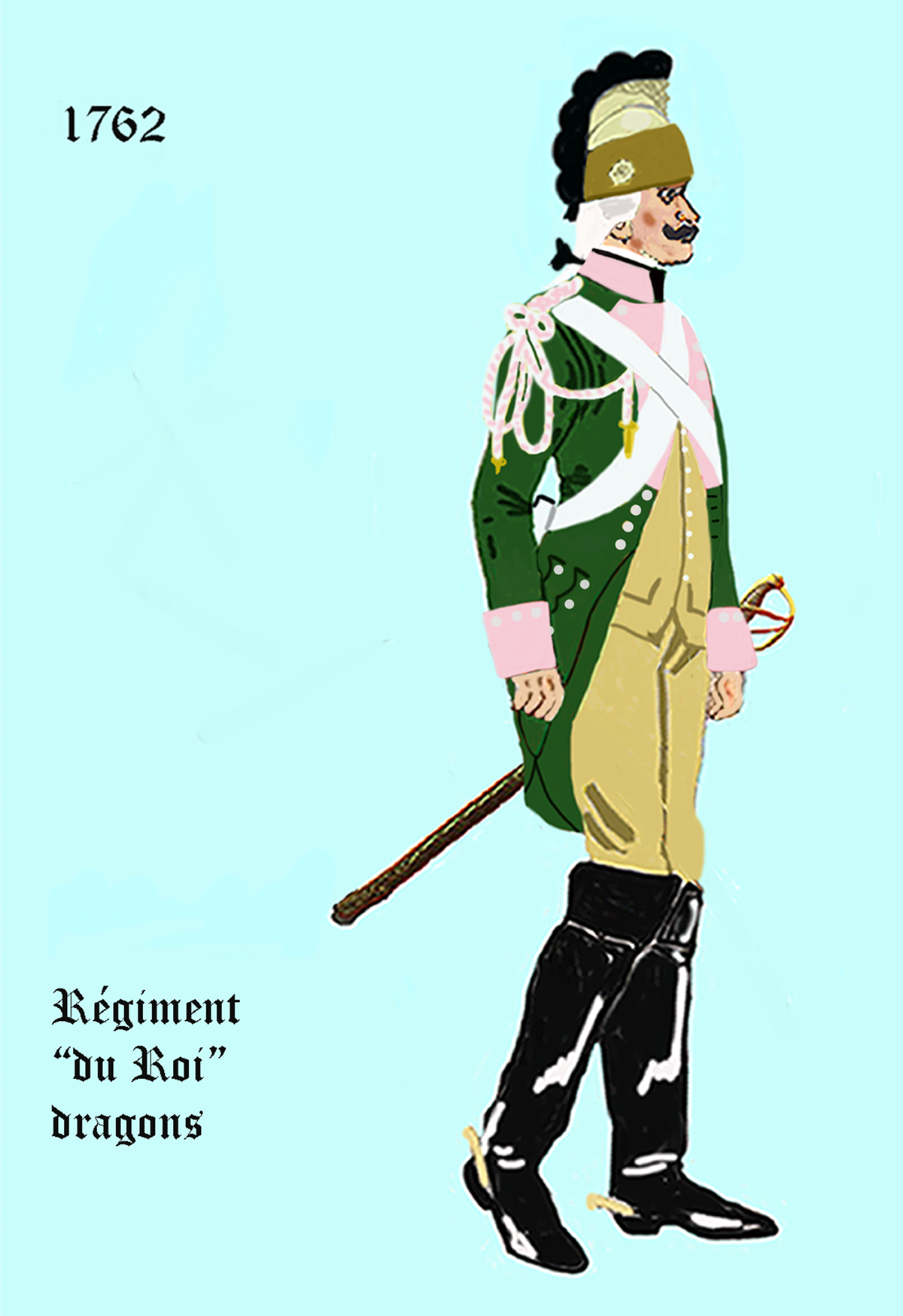
régiment des Dragons du Roi de 1762 à 1763
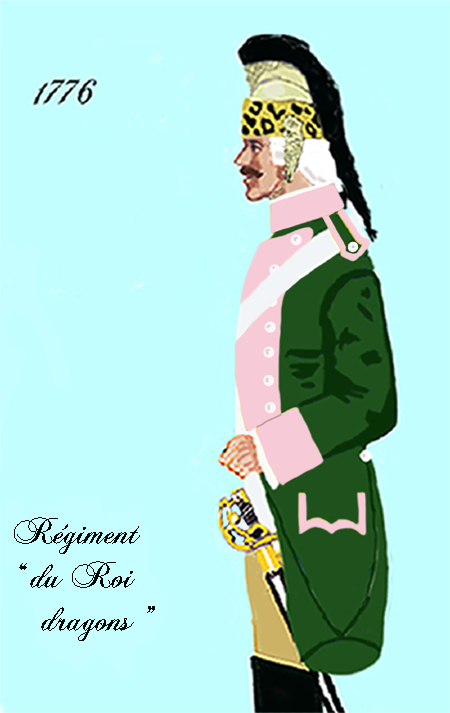
régiment du Roi dragons de 1776 à 1779
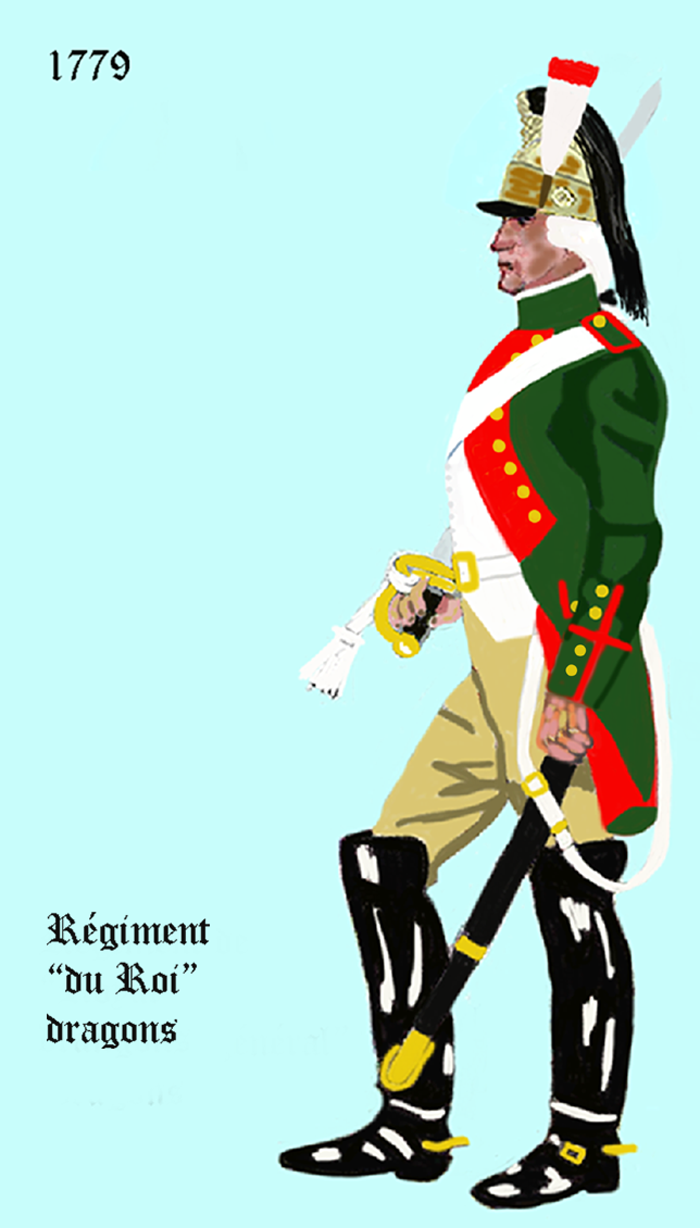
régiment des Dragons du Roi de 1779 à 1786
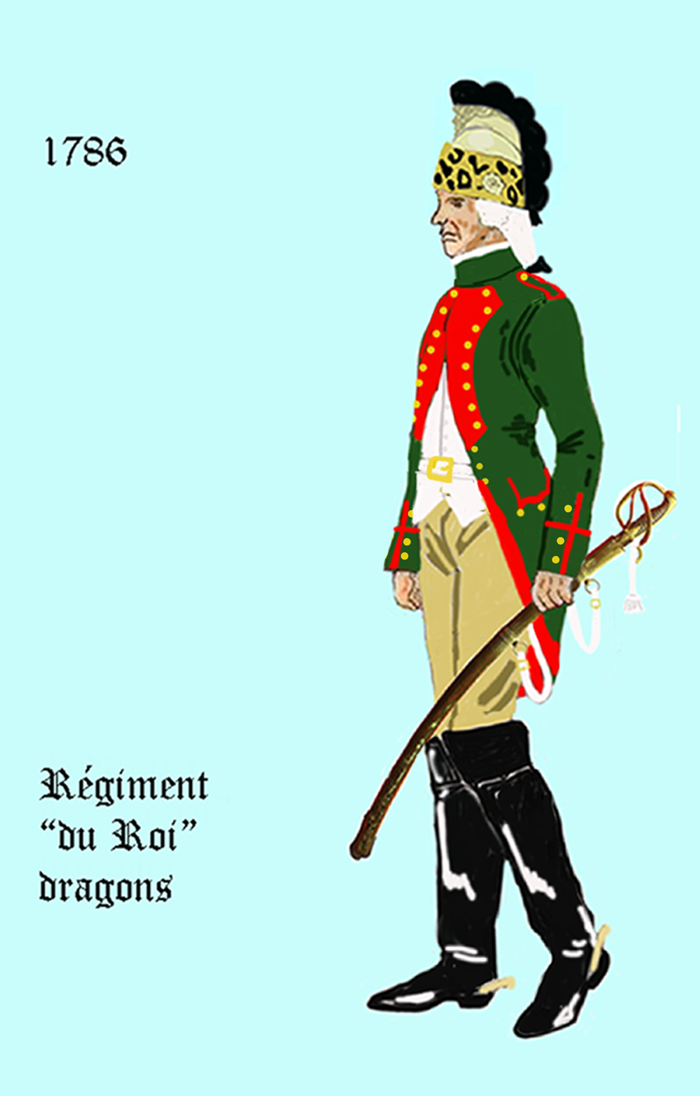
régiment des Dragons du Roi de 1786 à 1791
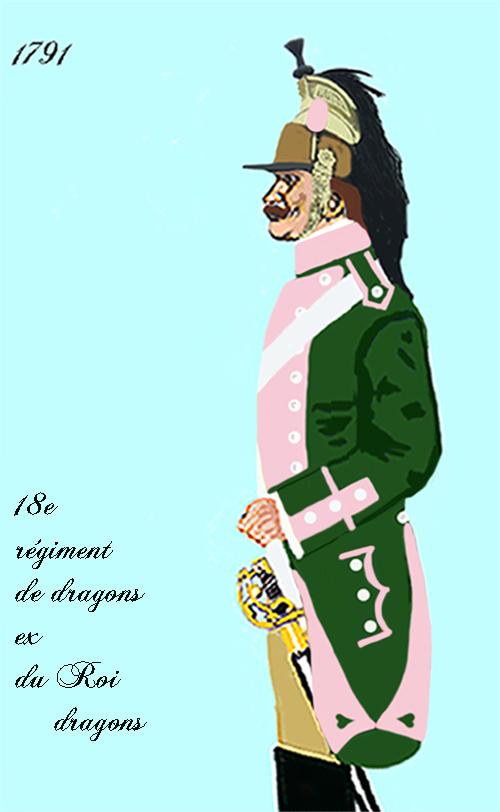
18e régiment de dragons après 1791

## Historique

### Mestres de camp-lieutenants et colonels
- 1er mars 1744 : N., marquis de Creil
- 1745 : N., marquis d’Ormenans
- 9 août 1748 : Alexandre Antoine de Montbelliard, comte de Scey, brigadier le 22 juillet 1758, maréchal de camp le 20 février 1761
- 20 février 1761 : Charles Marie de Sault, marquis de Créqui
- 3 mars 1779 : Marie Joseph Paul Yves Roch Gilbert du Mottier, marquis de La Fayette
- 27 janvier 1782 : Louis Marie, vicomte de Noailles
- 10 mars 1788 : Antoine François de Gramont, comte d’Aster

### Campagnes et batailles
- Guerre de Succession d'Autriche

11 mai 1745: bataille de Fontenoy
Le 18e régiment de dragons a fait les campagnes de 1792 à 1794 à l’armée des Pyrénées Occidentales.

Il a fait les campagnes de l’an IV aux armées de l’Ouest et d’Italie ; an V à l’armée d’Italie ; au VI aux armées d’Italie et d’Orient ; de l’an VII à l’an IX à l’armée d’Orient. Faits d’armes : deuxième combat d’Anghiari, le 15 janvier 1797.

Campagnes des ans XII et XIII au 2e corps de réserve de cavalerie ; an XIV et 1806 au 1er corps de cavalerie de la Grande Armée ; 1807 au corps de réserve de cavalerie ; de 1808 à 1812 à l’armée d’Espagne ; 1813 à l’armée d’Espagne et au corps d’observation de Bavière ; 1814 au 5e corps de cavalerie ; 1815 au 7e corps d’armée.